# 小露兜
小露兜（学名：Pandanus fibrosus）为露兜树科露兜树属下的一个种。

## 扩展阅读
維基物種上的相關：小露兜